# Petra Nicolaisen
Petra Nicolaisen, née le 12 décembre 1965, est une femme politique allemande de l'Union chrétienne-démocrate (CDU) qui siège au Bundestag du Land de Schleswig-Holstein depuis 2017.

## Biographie
De 2009 à 2017, Petra Nicolaisen est membre du parlement de l' État du Schleswig-Holstein pendant trois mandats, où elle siège à la commission des affaires intérieures et juridiques. Elle est également membre de la commission de l'environnement et de l'agriculture et de la commission des pétitions de 2009 à 2012.
Petra Nicolaisen devient membre du Bundestag lors des élections fédérales allemandes de 2017, représentant Flensburg et Schleswig-Flensburg. Elle est membre de la commission des affaires intérieures.
Outre ses missions au sein des comités, Petra Nicolaisen copréside le groupe d'amitié parlementaire germano-nordique et est membre de la délégation allemande à la Conférence parlementaire de la mer Baltique (BSPC).